# ماچو پیچو
ماچو پیچو یا ماچو پیک‌چو (به اسپانیایی: Machu Picchu) شهری در پرو با دیوارهای سنگیِ جلا داده‌شده که مطابق با معماری کلاسیک اینکاها ساخته شده‌است. نخستین بنای این مجموعه این‌تی‌هوآتانا (به اسپانیایی: Intihuatana)، معبد خورشید که اتاقی با ۳ پنجره و در منطقه‌ای از ماچو پیچو که باستانشناسان آن را منطقهٔ مقدس می‌نامند، می‌باشد. در سال ۲۰۰۳ میلادی تعداد گردشگران این شهر باستانی ۴۰۰٬۰۰۰ نفر بوده‌است. در سپتامبر ۲۰۰۷ میلادی، پرو و دانشگاه ییل به توافقی مبنی بر استرداد صنایع دستی برداشته‌شده از ماچو پیچو در اوایل سده بیستم میلادی توسط هیرام بینگهام سوم دست یافتند.

## تاریخچه

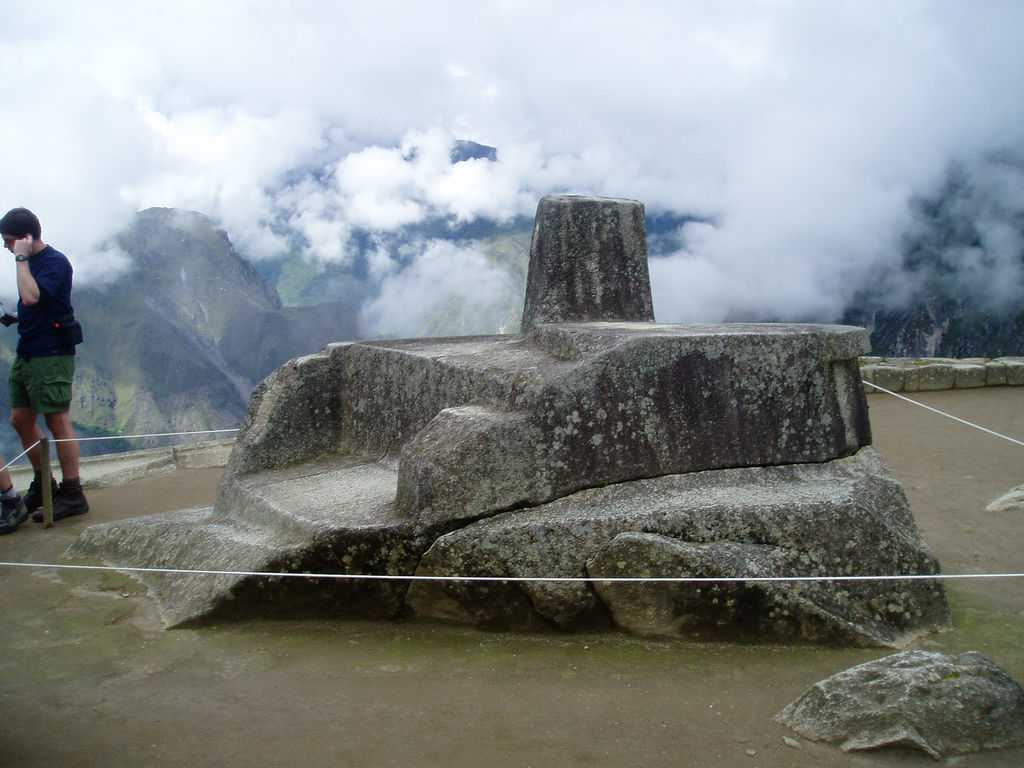
این‌تی‌هوآتانا ، تصور می‌شود یک ساعت نجومی است که توسط اینکاها طراحی و ساخته شده‌است.

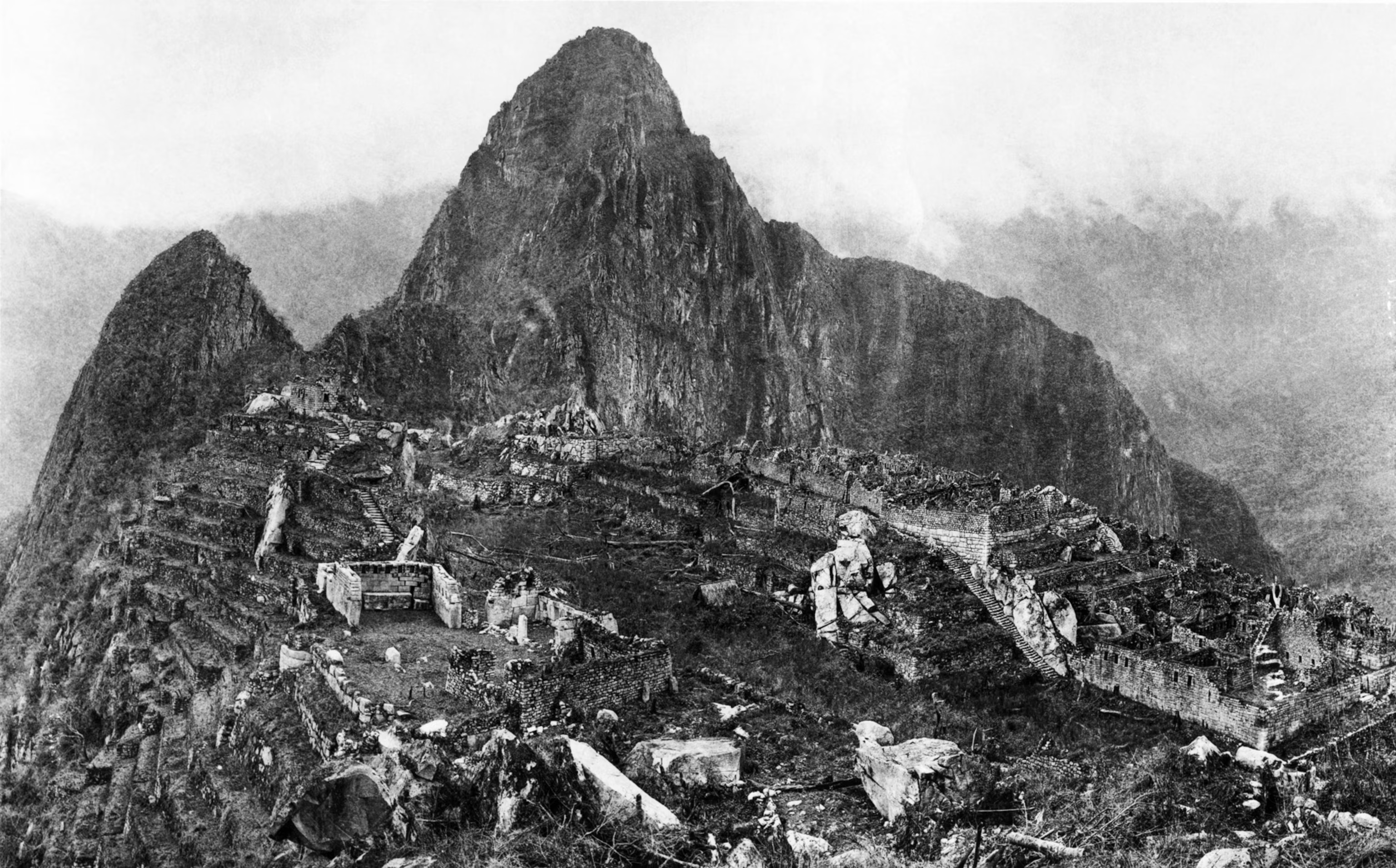
منظره‌ای از شهر ماچو پیچو در سال ۱۹۱۲ میلادی

ماچو پیچو در حدود سال ۱۴۵۰ در ارتفاعات امپراتوری اینکاها ساخته شده‌است. این شهر در حدود ۱۰۰ سال بعد، در پی پیروزی امپراتوری اسپانیا، متروک شد.
این دژ در ۵۰مایلی (۸۰کیلومتریِ) کوسکو، پایتخت اینکاها، قرار دارد و به همین دلیل هرگز مانند سایر شهرهای اینکاها پیدا و ویران نشده‌است. در طول سده‌ها، جنگل‌های اطراف این مجموعه رشد کرده و آن را پوشانده‌است و به همین دلیل از نظرها پنهان مانده‌است و تنها عدهٔ معدودی از وجود آن اطلاع داشته‌اند. در بیست‌وچهارم ژوئیهٔ سال ۱۹۱۱ میلادی، ماچو پیچو به‌وسیلهٔ هیرام بینگهام سوم، تاریخ‌شناس آمریکایی، در یک سخنرانی در دانشگاه ییل به دنیای غرب معرفی شد. او به‌وسیلهٔ راهنمایی محلیانی که گه‌گاه به سایت مراجعه می‌کردند به آنجا هدایت شد. بینگهام مطالعات باستان‌شناسی را انجام داد و تحقیقاتش را دربارهٔ آن محل کامل کرد و آن را «شهر گمشدهٔ اینکاها» که نام نخستین کتابش نیز بود، نامید. او هرگز اعتباری برای کسانی که او را به آن محل راهنمایی کردند قائل نشد و آن را یک شایعهٔ محلی نامید.
بینگهام در حال جستجو برای یافتن شهر ویکتوس، آخرین پناهگاه و موضع ایستادگی اینکاها در دوران تسلط اسپانیا بر پرو بود. در سال ۱۹۱۱ میلادی، پس از سال‌ها کاوش و سفر در حوالی منطقه، او توسط کواِن‌چوآنز (به اسپانیایی: Quechuans) که در ماچو پیچو و در زیرساخت‌های اصلی شهر زندگی می‌کرد به دژ هدایت شد. او چندین سفر دیگر انجام داد و حفاری‌هایی را نیز در سایت در حوالی سال ۱۹۱۵ میلادی هدایت کرد. او کتاب‌ها و مقالاتی دربارهٔ کشف ماچو پیچو نوشت.
سیمون ویسبارد، کاوشگر قدیمی کوسکو، مدعی می‌باشد که انریک پالما، گابینو سانچز و آگوستین لیزاراگا که نام‌هایشان بر روی یکی از صخره‌ها در آنجا در تاریخ ۱۴ ژوئیه سال ۱۹۰۱ میلادی حک شده‌است، پیش از بینگهام آنجا را کشف کرده‌بودند. همچنین، در سال ۱۹۰۴ میلادی یک مهندس به نام فرانکلین ظاهراً اشاره‌ای به خرابه‌ها از فاصلهٔ دور داشته‌است. بنا بر ادعای خانوادهٔ پِین، او به توماس پین، مبلغ مذهبی که در آن مکان زندگی می‌کرده‌است، دربارهٔ این محل گفته‌است. در سال ۱۹۰۶ میلادی، پین و مبلغی دیگر به نام استوارت ای مک نارین (۱۸۶۷ تا ۱۹۶۵ میلادی) ظاهراً به محل خرابه‌ها صعود کرده‌اند.
در سال ۱۹۱۳، این مکان پس از اینکه انجمن جغرافیای ملی (به انگلیسی: National Geographic Society) بحث‌های ماه آوریل را به‌طور کامل به آن اختصاص داد، شهرت بسیاری پیدا کرد. در سال ۱۹۸۱ میلادی منطقه‌ای به وسعت ۳۲۵٫۹۲ کیلومتر مربع که ماچو پیچو را احاطه کرده‌بود، جزء میراث تاریخی پرو به ثبت رسید. این منطقه تنها به این خرابه‌ها محدود نمی‌شد؛ بلکه شامل مناظر طبیعی منطقه‌ای نیز می‌شود.
ماچو پیچو به‌عنوان میراث جهانی یونسکو در سال ۱۹۸۳ میلادی به ثبت رسید؛ و این منطقه «یک شاهکار خالص معماری و نشانه‌ای منحصربه‌فرد از تمدن اینکاها» نامیده شد. این اثر هم‌اکنون به عنوان یکی از عجایب هفتگانه جدید شناخته می‌شود.

## منطقهٔ جغرافیایی

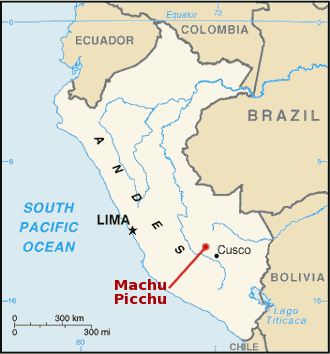
چن ماچو پیچو

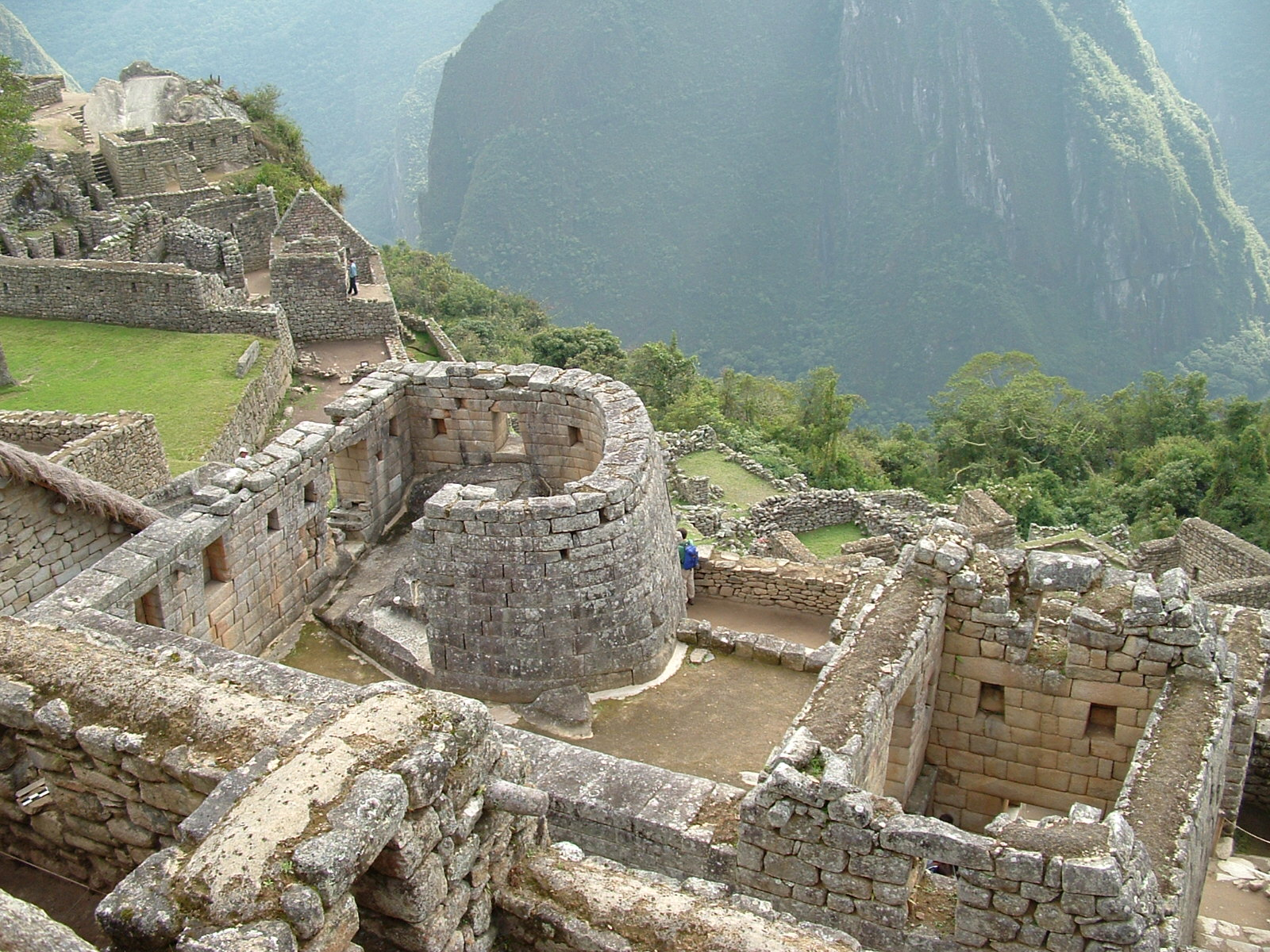
معبد خورشید

ماچو پیچو در ۷۰ کیلومتری شمال غربی کوسکو، در بالاترین نقطهٔ کوه ماچو پیچو، ۲٬۳۵۰ متر بالاتر از سطح دریا واقع شده‌است. این اثر از مهم‌ترین آثار باستانشناسی در آمریکای جنوبی و پربیننده‌ترین جاذبهٔ گردشگری کشور پرو می‌باشد.
از سمت بالا، در صخرهٔ ماچو پیچو، یک صفحهٔ سنگی عمودی ۶۰۰ متری قرار دارد که در انتها به رودخانهٔ اوروباما می‌رسد. مکان این شهر جزء اسرار نظامی بوده‌است.

## گردشگری
ماچو پیچو که جزء میراث ثبت شدهٔ یونسکو می‌باشد، به‌عنوان پر بازدیدترین مکان گردشگری کشور پرو و مهم‌ترین منبع درآمد، به‌طور پیوسته در معرض خطرهای اقتصادی و تجاری قراردارد. در اواخر ۱۹۹۰ میلادی، دولت پرو اجازهٔ ساخت ماشین کابلی و یک هتل لوکس همراه با رستوران و مجموعهٔ توریستی را در خرابه‌های سایت صادر کرد. این تصمیم با مخالفت دانشمندان و مردم پرو روبرو شد. آن‌ها معتقد بودند که تعداد زیاد گردشگر در سایت امکان اعمال خطر را بر آن افزایش می‌دهد.
توریست‌های ماچو پیچو همه ساله در حال افزایش می‌باشد و در سال ۲۰۰۳ میلادی برابر ۴۰۰٬۰۰۰ نفر بوده‌است. به این منظور، اعتراض‌های شدیدی برای ساختن پل جدید در این سایت صورت گرفته‌است و یونسکو این سایت را در لیست آثار در معرض خطر قرار داده‌است.
در هنگام استفاده از این سایت صدماتی به آن وارد شده‌است. در سپتامبر سال ۲۰۰۰ میلادی، ساعت آفتابی این‌تی‌هوآتانا به علت سقوط یک جرثقیل ۴۵۰ کیلوگرمی به شدت صدمه دید. این جرثقیل توسط یک شرکت تبلیغاتی که آگهی برای یک مدل آبجو می‌ساخت استفاده می‌شد.

## چشم‌انداز

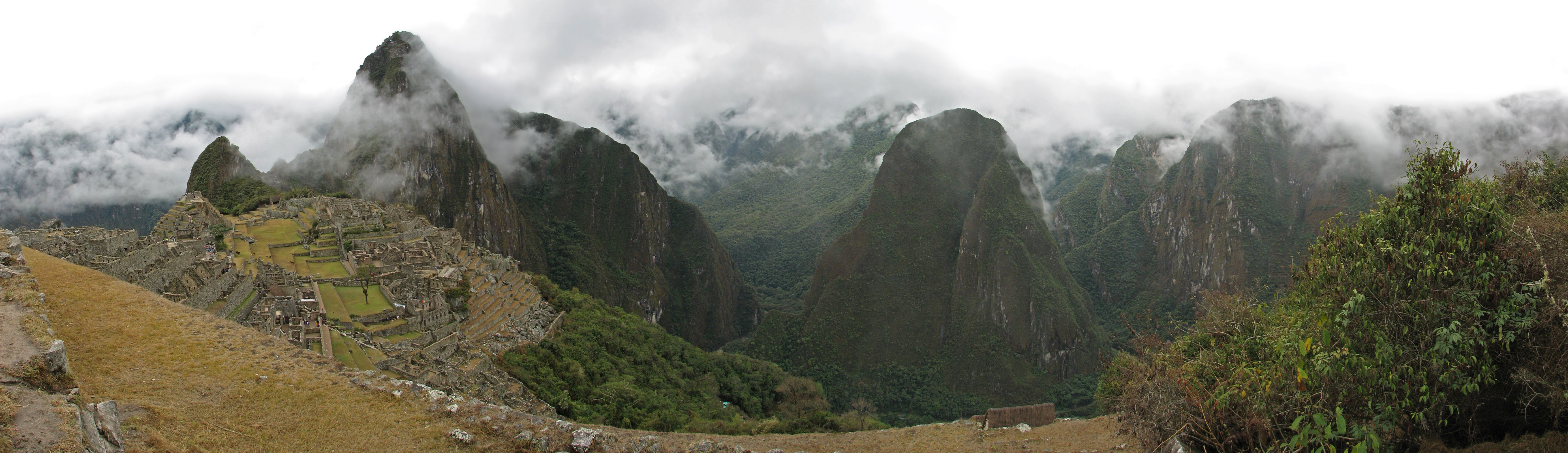
چشم‌انداز I از ماچوکست

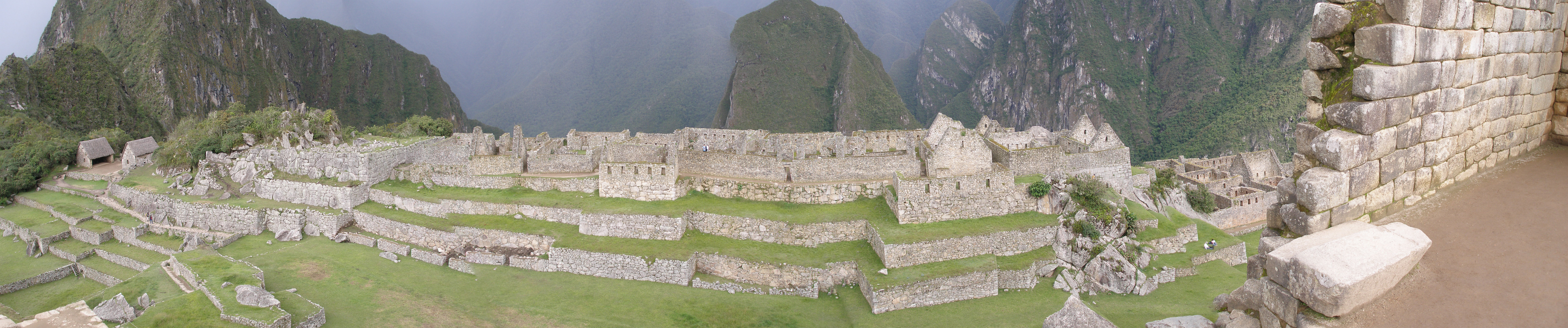
چشم‌انداز II از ماچو کست

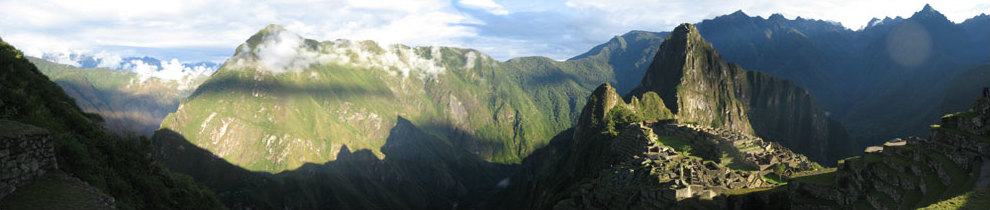
چشم‌انداز III از ماچو کست

چشم اندازی از ماچوکست، دیدی از طرف هوآینا پیچو

چشم اندازی از ماچوکست
، دیدی از طرف هوآینا پیچو

چشم‌اندازی از قسمت مسکونی